# Khuôn đúc bê tông

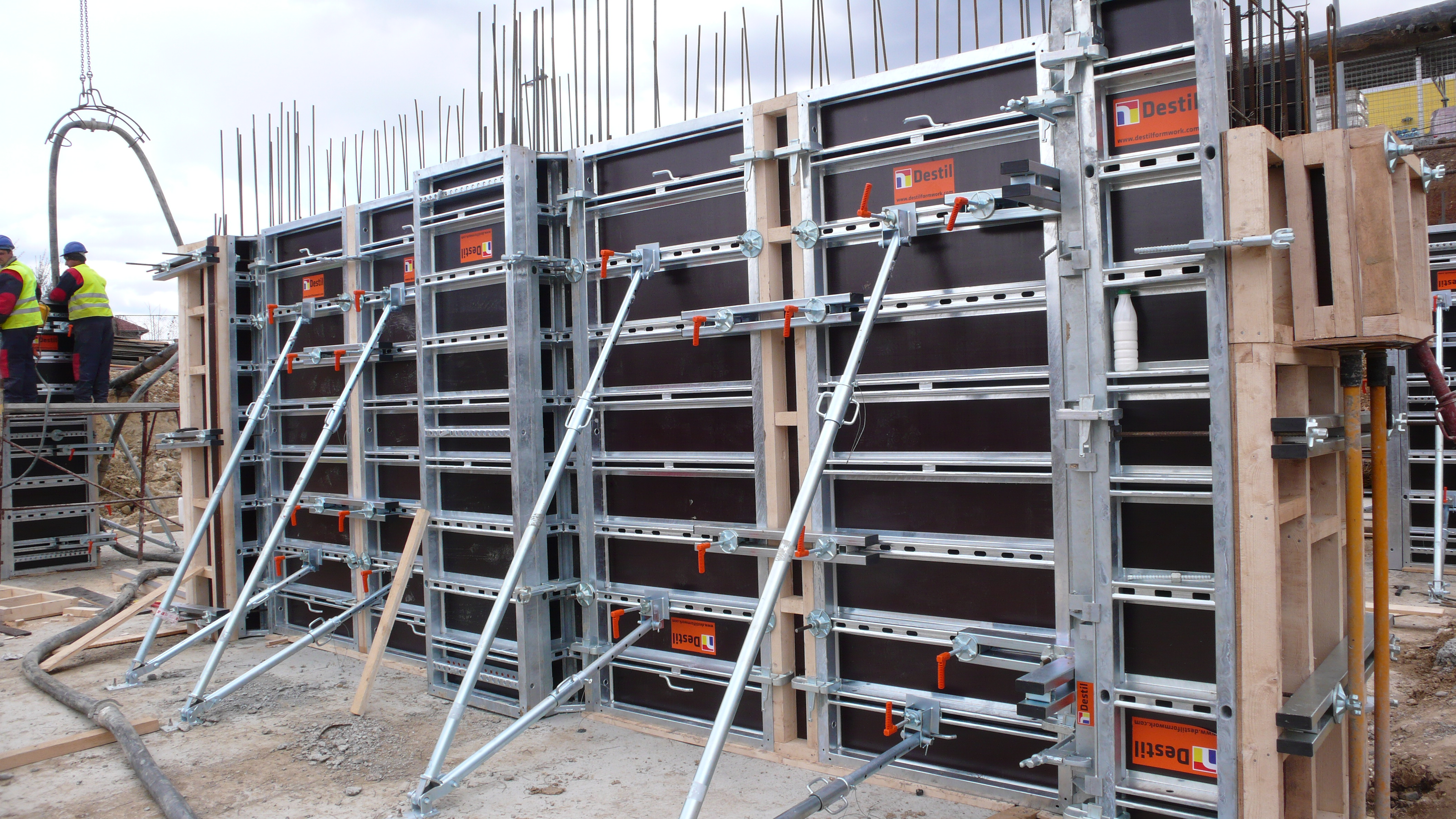
Hệ khuôn đúc tường (vách) bê tông cốt thép.

Khuôn đúc bê tông, còn được gọi là cốp pha (bắt nguồn từ từ tiếng Pháp coffrage /kɔfʁaʒ/), là thiết bị thi công xây dựng, dùng để chế tạo nên kết cấu bê tông và bê tông cốt thép (trong nhiều tài liệu chuyên môn, nó thường được gọi là hệ ván khuôn gồm cả thành phần chịu lực lẫn ván khuôn, với cách hiểu theo nghĩa rộng của từ này).

## Giai đoạn đúc khuôn đúc bê tông

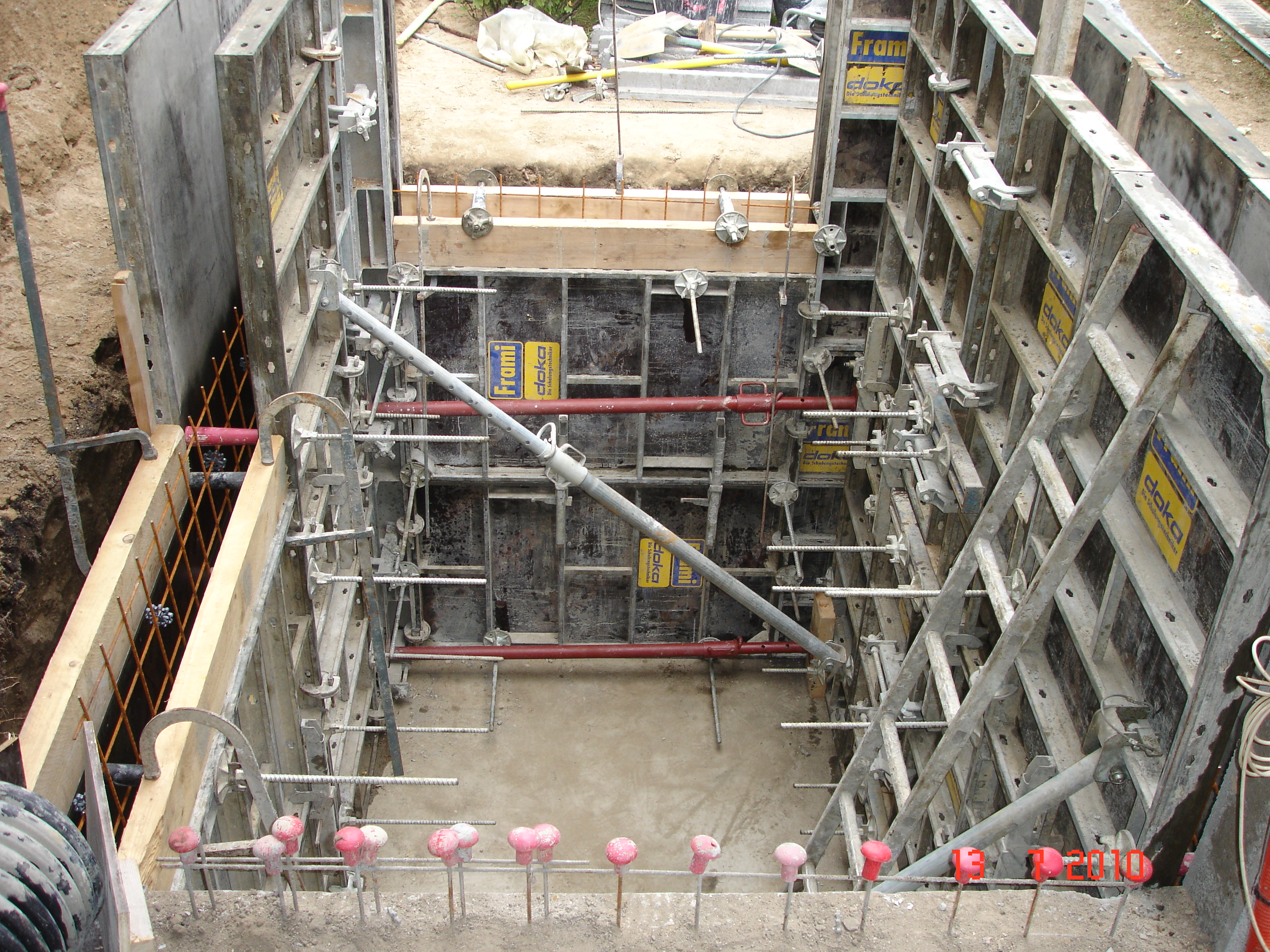
Cốp pha vách hố thang máy.

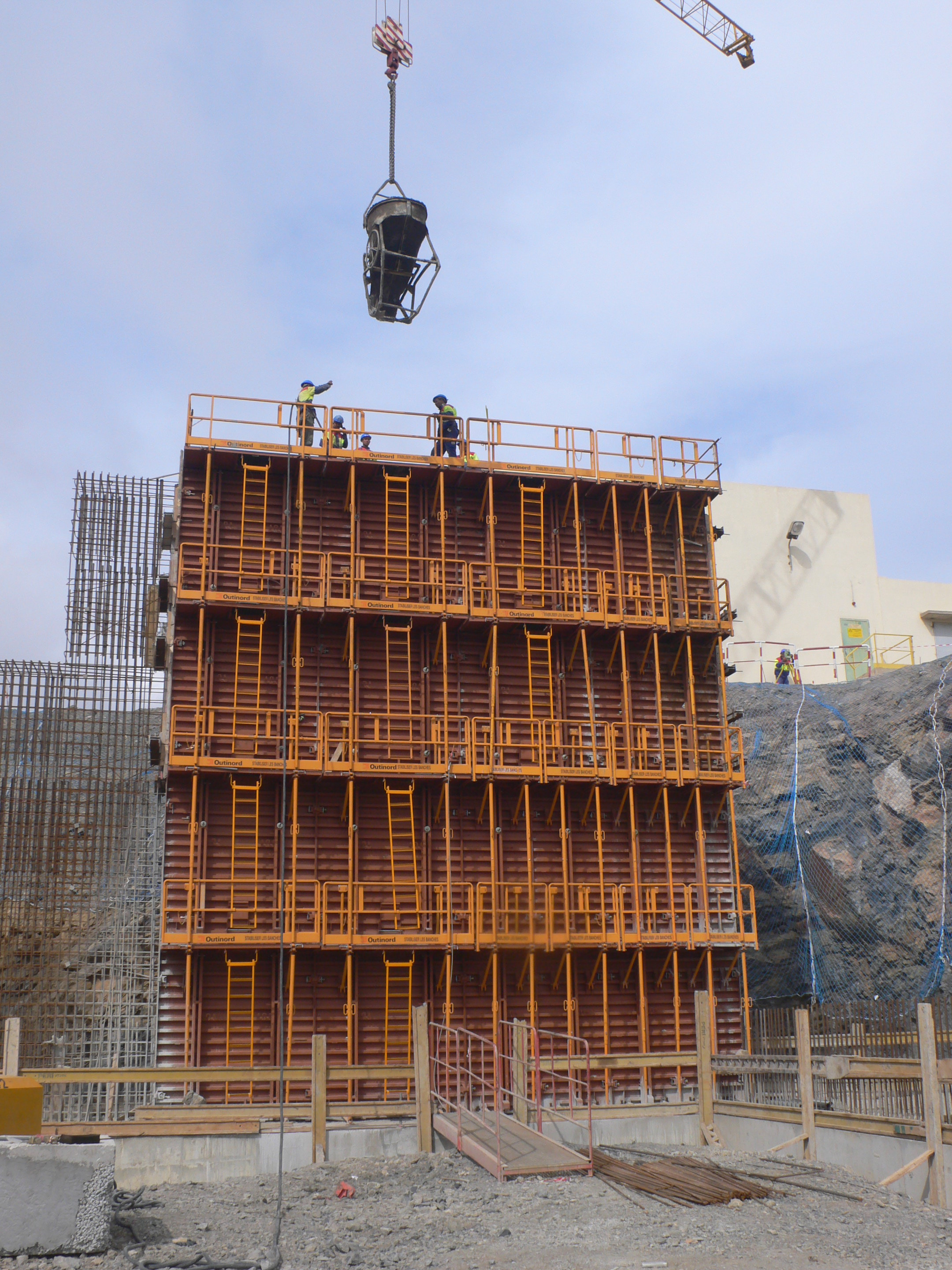
Cốp pha bê tông khối lớn (dạng thành đứng).

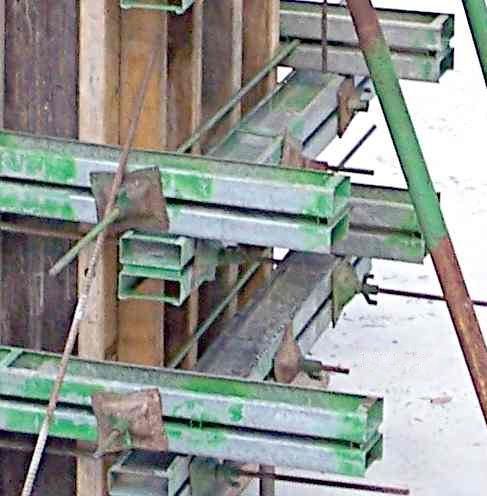
bu lông gông khuôn đúc cột.

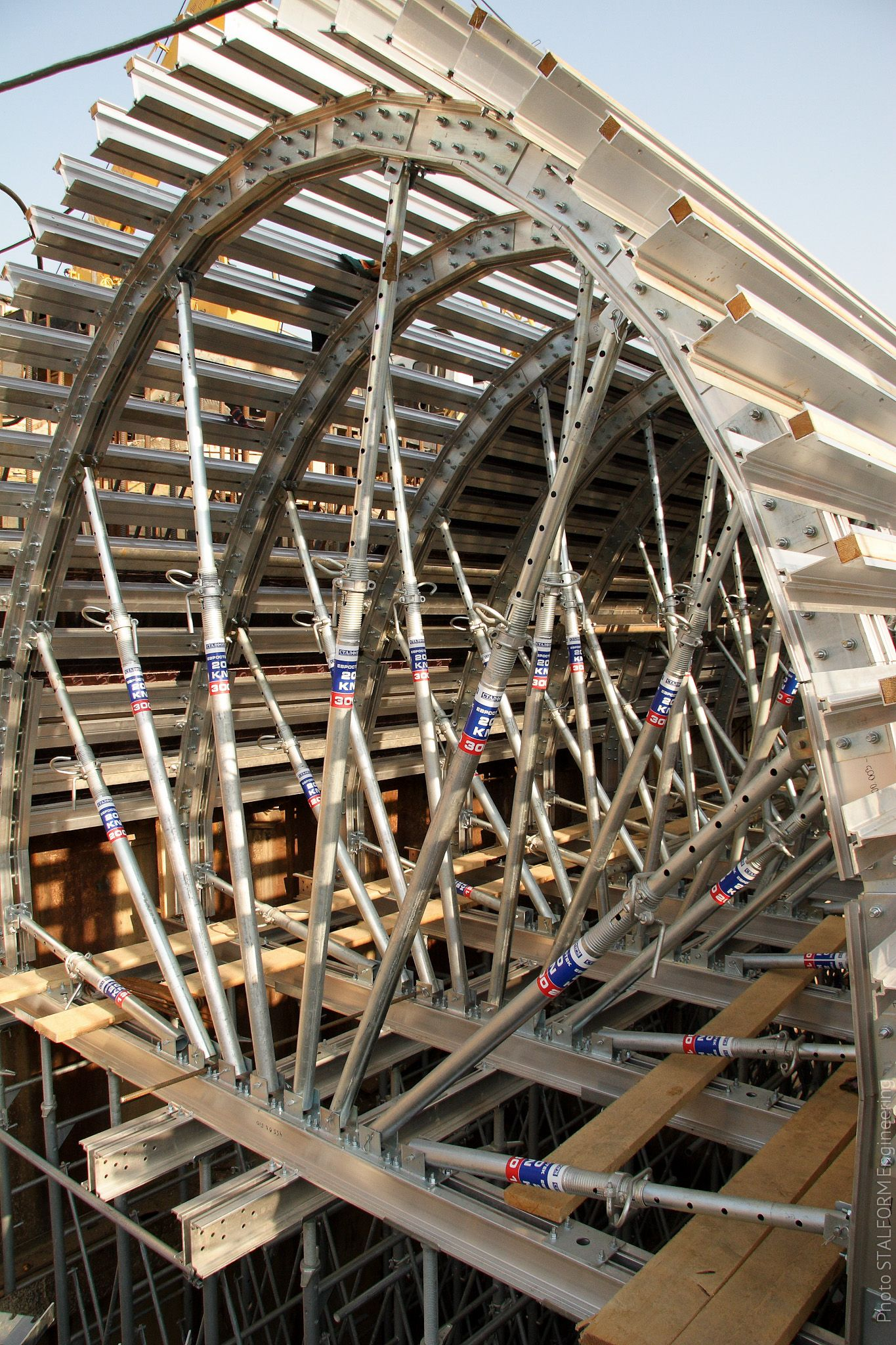
hệ đà giáo chống đỡ ván khuôn vòm.

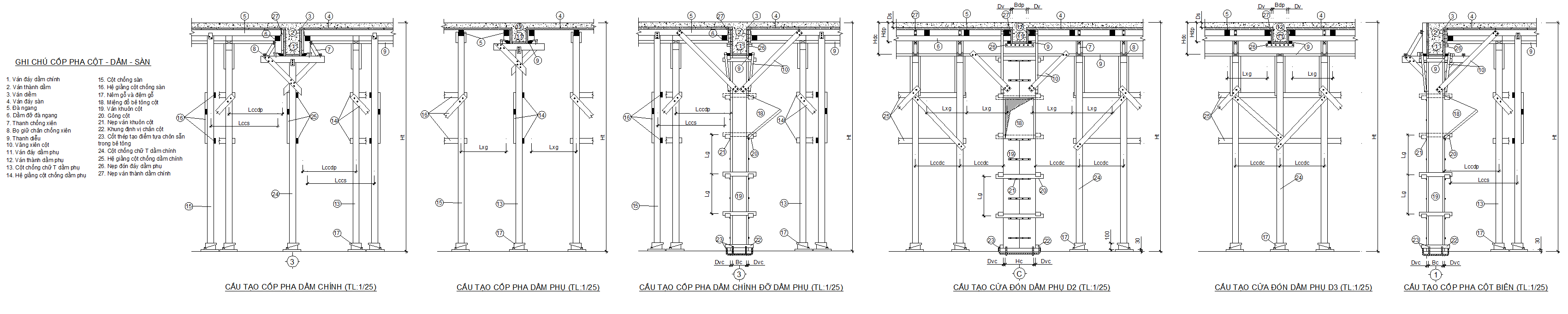
Khuôn đúc bê tông cột, dầm, sàn nhà nhiều tầng thi công theo công nghệ một đợt trên một tầng.

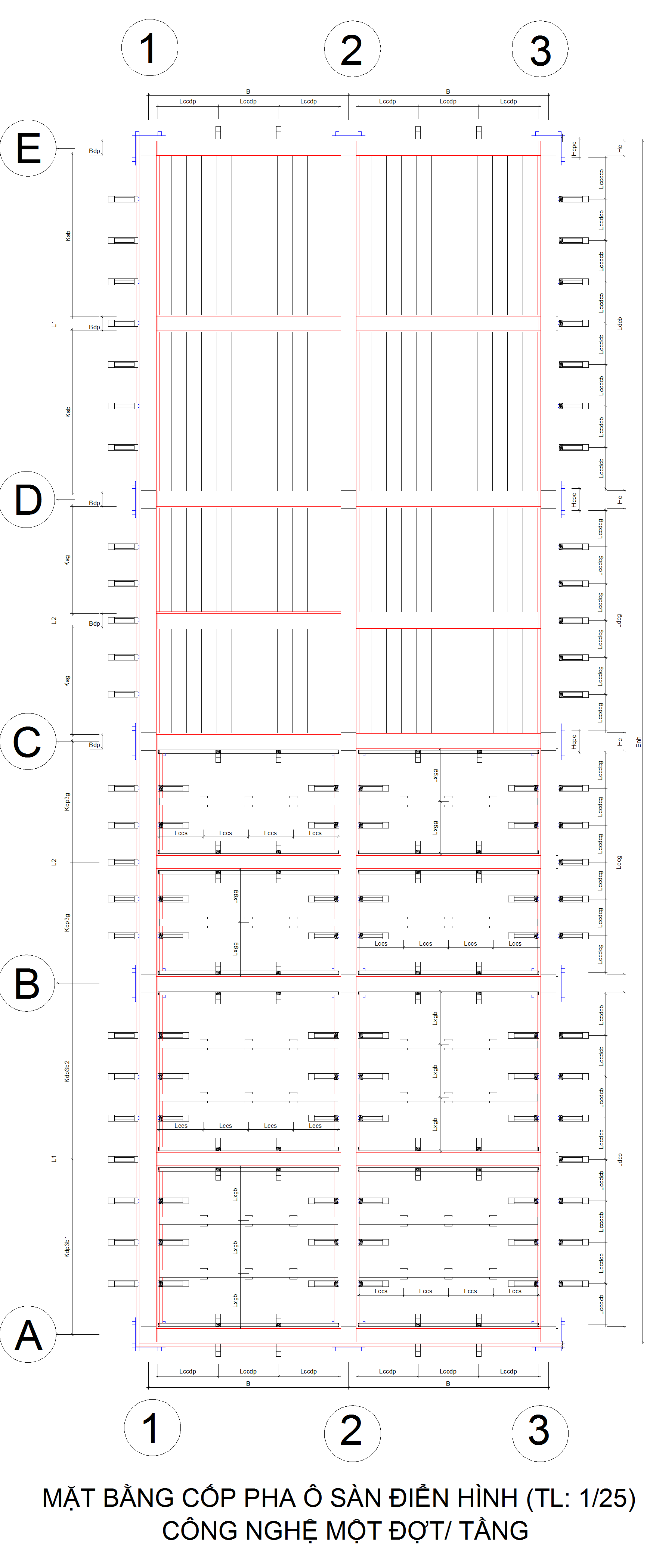
Mặt bằng cốp pha ô sàn điển hình nhà nhiều tầng bê tông cốt thép toàn khối, thi công theo công nghệ một đợt trên một tầng.

Quá trình hình thành nên kết cấu bê tông có đủ khả năng chịu lực đúng như thiết kế đã định, bao gồm các giai đoạn sau:
- Giai đoạn đúc bê tông: Giai đoạn này vật liệu bê tông còn ở dạng hỗn hợp lỏng (còn gọi là vữa) và tươi (tức là chưa ninh kết), được tính từ khi ra khỏi trạm trộn (vữa bê tông hình thành) cho đến khi bê tông bắt đầu ninh kết (bắt đầu hình thành các liên kết hóa học giữa các thành phần khoáng trong vữa bê tông, còn gọi là sơ ninh). Giai đoạn này, bê tông ở thể lỏng (bê tông tươi), nên rất dễ tạo hình khi được chứa vào khuôn. (Đặc trưng cho tính dễ đổ khuôn của vữa bê tông là độ lưu động tức là độ sụt của hỗn hợp bê tông). Vữa bê tông lúc này không có cường độ chịu lực và có độ chắc đặc nhỏ cần phải đầm chặt. Nhưng nếu vượt quá giai đoạn này, mà ta động chạm ngay vào vữa bê tông thì sẽ làm phá vỡ những mối liên kết vừa hình thành trong bê tông mà vĩnh viễn không hồi phục được. Do đó, giai đoạn này là giai đoạn có thể thi công bê tông và cần phải có khuôn đúc để chứa đựng và chịu lực thay bê tông. Giai đoạn này thường kéo dài khoảng 1,5 - 3,0 giờ, tùy theo nhiệt độ môi trường và loại xi măng chế tạo vữa bê tông (đối với bê tông thường không có phụ gia) và khoảng 3,0 - 4,0 giờ (đối với bê tông có phụ gia chậm đông kết).
- Giai đoạn bê tông ninh kết và đóng rắn: vữa bê tông lúc này nằm ổn định trong khuôn và dần dần hình thành hệ thống các mối kiên kết các thành phần trong bê tông. Như trên đã nêu, giai đoạn này không được phép thi công nữa. Đây là giai đoạn cần khống chế sự biến dạng của khuôn đúc để không phá vỡ sự ninh kết. Cuối giai đoạn này bê tông hóa rắn (kết cấu bê tông đã hình thành) và giữ nguyên vĩnh viễn hình dạng mà khuôn đúc tạo ra cho nó. Các tải trọng tạm thời tác động vào khuôn hầu như hết tác dụng. Đồng thời bê tông đã bắt đầu có cường độ nhất định, nên một số dạng khuôn đúc tạo hình tức là các loại khuôn chỉ phải chịu tải trọng tạm thời, sau giại đoạn này, hết vai trò thì có thể tháo dỡ được. Giai đoạn này thường kéo dài khoảng 18 - 24 giờ sau khi bê tông bắt đầu ninh kết.
- Giai đoạn kết cấu bê tông phát triển cường độ: kết cấu bê tông đã cứng và tăng dần cường độ theo dạng tiệm tiến, tốc độ tăng chậm dần. Khuôn đúc vẫn phải chịu các tải trọng thường xuyên thay cho kết cấu bê tông, nhưng mức độ giảm dần theo thời gian, do có sự tiếp quản dần dần của kết cấu bê tông. Nếu chất lượng bê tông tốt và được dưỡng hộ đầy đủ theo tiêu chuẩn xây dựng, thì kết cấu bê tông có thể đạt mác thiết kế, ở ngày thứ 28. Khi bê tông đạt đến cường độ nhất định, đủ để chịu các tải trọng thường xuyên, thì tùy theo những điều kiện cụ thể, quy định rõ trong tiêu chuẩn xây dựng, ta có thể tháo dỡ các dạng khuôn đúc chịu lực (loại khuôn chịu cả tải trọng thường xuyên lẫn tải trọng tạm thời), vào các thời điểm cuối giai đoạn này.

Với những đặc điểm như trên, nên khi thi công các kết cấu bê tông, cần thiết phải có một hệ thống khuôn đúc bê tông làm hai nhiệm vụ chính: vừa là khuôn chứa đựng vữa để tạo nên hình dạng thiết kế đã định, đồng thời chịu lực thay cho vữa và kết cấu bê tông sau này hình thành từ vữa đó, khi chúng chưa có hoặc chưa đạt đủ khả năng chịu lực như thiết kế yêu cầu. Do đó, cấu tạo của tất cả các loại khuôn đúc thường gồm hai phần chính: 
- Hệ tấm ván khuôn: có nhiệm vụ chính là bao chứa tạo hình kết cấu bê tông, ngoài ra, làm nhiệm vụ chuyền tải trọng sang hệ thành phần còn lại. (Chính xác ra, ván khuôn hay tấm khuôn chỉ là một phần của hệ khuôn đúc. Toàn bộ các cụm từ Ván khuôn đà giáo hay ván khuôn gông giằng văng chống mới tương đương với hệ khuôn đúc. Nhưng trong xây dựng ở Việt Nam từ ván khuôn lại thường được dùng để chỉ cho toàn bộ hệ khuôn.)
- Hệ chống đỡ chịu lực nằm phía bên ngoài hay bên dưới tấm khuôn: làm nhiệm vụ chịu lực chính cho toàn hệ thống kết cấu khuôn đúc. Chúng bao gồm: gông, giằng, văng, chống, đà (đà ngang), giáo (giáo chống), dây tăng đơ,...

Ngoài ra, ở một số loại kết cấu khuôn đúc đặc biệt (như hệ khuôn trượt), hệ khuôn đúc có thêm một số bộ phận phụ trợ, với chức năng làm sàn công tác hay làm cơ cấu dịch chuyển.

## Yêu cầu đối với khuôn đúc bê tông
- Khuôn đúc phải kín khít: để có thể chứa đựng được vữa bê tông tươi và lỏng ở trong nó,
- Hình dạng, kích thước của khuôn đúc và vị trí lắp đặt chúng tại công trình phải đúng thiết kế khuôn, để chế tạo được kết cấu bê tông đúng với hình dạng, kích thước và vị trí theo thiết kế kết cấu đó.
- Khuôn đúc phải đảm bảo giữ được hình dạng để chế tạo kết cấu bê tông và bê tông cốt thép trong suốt quá trình hình thành nên kết cấu bê tông đó (đặc biệt là ở giai đoạn thứ hai của bê tông: giai đoạn ninh kết và đóng rắn). Để đảm bảo yêu cầu này kết cấu khuôn đúc cần phải được tính toán thiết kế với trạng thái giới hạn thứ II: trạng thái giới hạn về biến dạng.
- Khuôn đúc phải đảm bảo khả năng chịu lực, vì nó phải chịu lực thay cho bê tông khi ở bê tông dạng vữa và có thể cả khi đã bê tông đã đóng rắn và kết cấu bê tông được hình thành, cho đến khi bê tông đạt đến những giá trị cường độ có thể cho phép tháo dỡ khuôn (đặc biệt là ở giai đoạn thi công bê tông, giai đoạn mà bê tông hoàn toàn không có khả năng chịu lực nhưng lại có nhiều loại tải trọng nhất cùng đồng thời tác động vào khuôn đúc). Để đảm bảo yêu cầu này kết cấu khuôn đúc cần phải được tính toán thiết kế với trạng thái giới hạn thứ I: trạng thái giới hạn về cường độ.
- Khuôn đúc là thiết bị thi công nên việc sử dụng chúng chỉ có tính tạm thời trong thời gian thi công chế tạo kết cấu bê tông. Đến khi kết cấu bê tông hình thành và đạt đến những giá trị cường độ nhất định đủ để kết cấu có thể tự chịu được ít nhất là trọng lượng bản thân của mình, thì khuôn hết vai trò và cần được tháo dỡ đi và có thể được tái sử dụng. Do vậy, khuôn đúc cần phải được thiết kế và chế tạo sao cho dễ dàng tháo lắp.
- Ngoài ra, nếu muốn khuôn đúc được tái sử dụng thì khuôn phải được thiết kế và chế tạo thật bền vững để có thể sử dụng được nhiều lần (tuổi thọ cao) cho mục đích làm khuôn, thành những bộ ván khuôn điển hình được thiết kế chuẩn hóa (khuôn đúc định hình).

## Phân loại khuôn đúc bê tông
Khuôn đúc bê tông được phân loại theo các hình thức sau:

### Phân loại theo vật liệu chế tạo khuôn

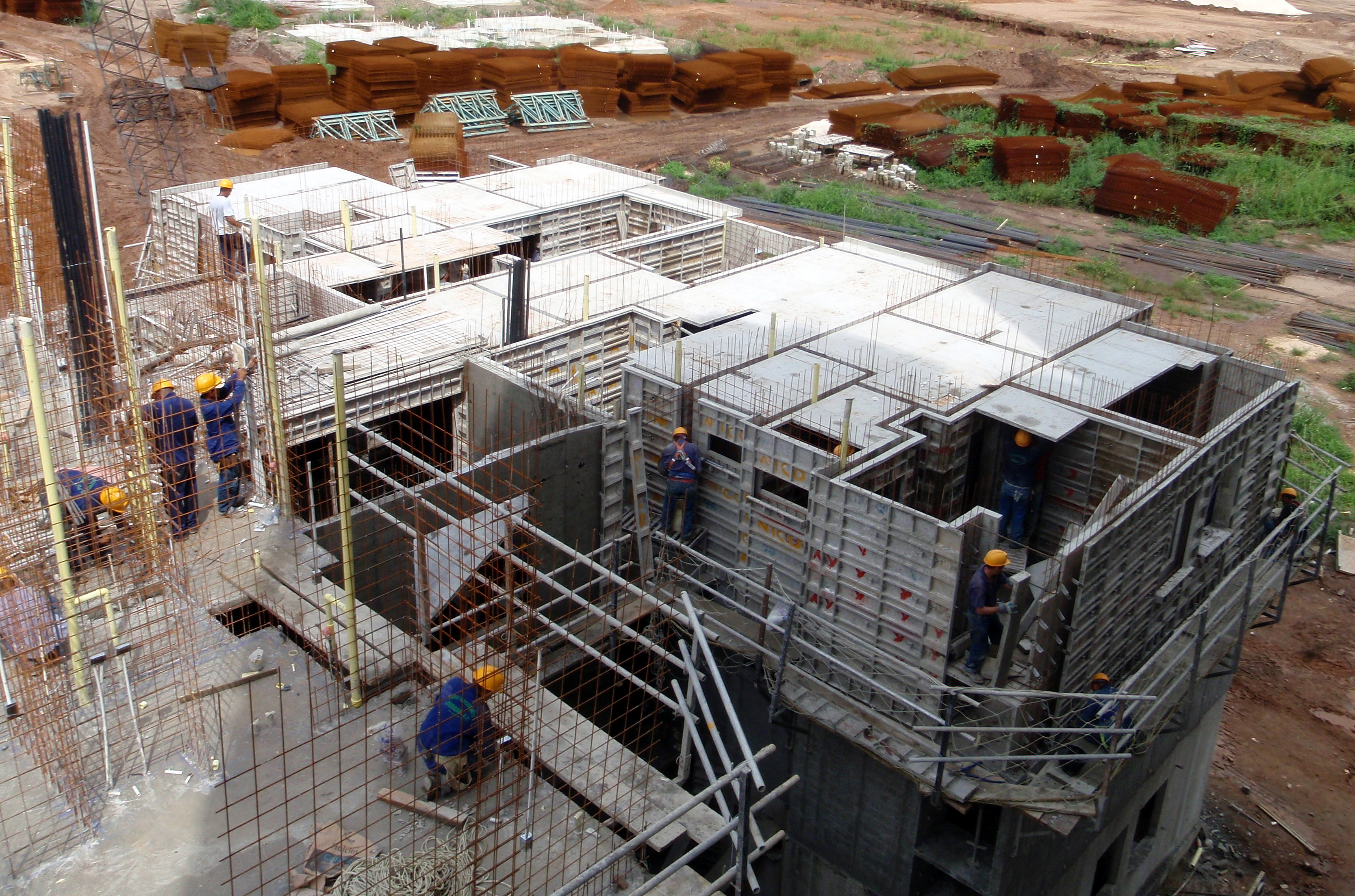
Lắp đặt thủ công các tấm ván khuôn bằng nhôm.

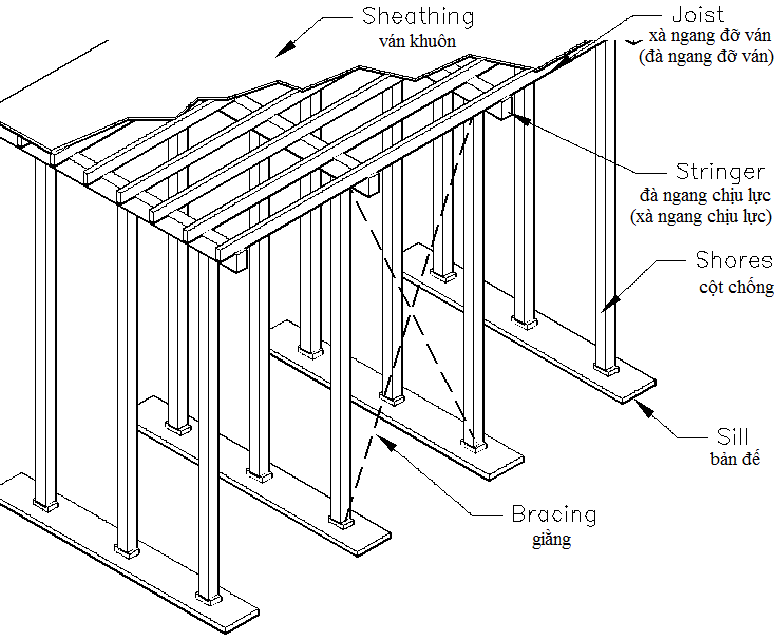
Cấu tạo cơ bản của cốp pha sàn bằng gỗ truyền thống.

- Hệ khuôn bằng gỗ: tre, gỗ xẻ, gỗ dán (chịu nước). Đây là loại cốp pha truyền thống (có lịch sử lâu đời), cùng với lịch sử của vật liệu bê tông từ thời văn minh La Mã (Rôma).
- Hệ khuôn bằng kim loại: khuôn thép, khuôn nhôm
- Hệ khuôn bằng nhựa, vật liệu composite,
- Hệ khuôn bằng bê tông, bê tông cốt thép đúc sẵn,
- Hệ khuôn bằng cao su bơm hơi, vải bạt cường độ cao (khuôn đúc linh hoạt),
- Hệ khuôn hỗn hợp từ các vật liệu trên.
- Hệ khuôn (cốp pha) đất, dùng chính nền đất để làm khuôn: cọc nhồi bê tông, thi công top-down.

### Phân loại theo công nghệ thi công
Theo cách phân loại này khuôn đúc bê tông được xếp vào 3 nhóm là nhóm khuôn đúc có thiết kế chuyên biệt, nhóm khuôn đúc định hình (bằng gỗ, kim loại, nhựa), và nhóm khuôn đúc linh hoạt: 
- Hệ khuôn (cốp pha) cố định: là loại cốp pha được chế tạo theo thiết kế chuyên biệt, được sử dụng một lần duy nhất hay một vài lần ít ỏi, rồi hoặc không được tháo dỡ (nằm lại công trình nhưng với mục đích sử dụng khác), hoặc là được tháo dỡ ra và bỏ đi do làm từ các vật liệu có độ bền thấp hay do cấu kiên, kết cấu, công trình bê tông mà nó đúc có dạng đặc thù riêng biệt ít có cái tương tự. Loại cốp pha này hệ số tái sử dụng thấp.

- Đầu tiên phải kể đến trong loại khuôn này là khuôn gỗ xẻ tự nhiên truyền thống, do gỗ làm khuôn là loại gỗ tạp nên tuổi thọ không cao, nhưng có thể tạo mọi loại kiểu hình dạng khuôn nên có thể dùng cho các thiết kế khuôn chuyên biệt, thường được chế tạo ngay tại công trường.

Kiểu khuôn chuyển đổi mục đích sử dụng được nêu trong loại khuôn cố định này có thể kể đến:
- Khuôn đúc làm bằng chính bản thân hệ kết cấu thép cốt cứng của nhà bê tông cốt cứng như (khuôn cột dạng ống thép đúc bê tông vào trong, khuôn sàn thép tấm tạo sóng, dầm thép hình làm kết cấu treo khuôn,...), sau khi hết vai trò làm khuôn thì tham gia vào thành phần kết cấu bê tông cốt thép như là hệ cốt thép cốt cứng (trong kết cấu bê tông thép liên hợp).
- Khuôn đúc bằng các cấu kiện bê tông đúc sẵn, trong phương pháp thi công bê tông cốt thép bán lắp ghép (nửa toàn khối nửa lắp ghép): lắp ghép cột, dầm đúc sẵn bán phần, sàn đúc sẵn bán phần rồi đổ bê tông dầm và sàn phần còn lại tại chỗ ở công trường. Các cấu kiện đúc sẵn đóng vai trò là khuôn khi thi công bê tông tại chỗ, nhưng sau đó lại là một phần của kết cấu công trình mà không phải tháo dỡ.
- Một kiểu cốp pha cố định khác chính là khuôn đất trong thi công cọc nhồi (vách hố cọc) và trong thi công top-down.

- Hệ khuôn (cốp pha) luân lưu (hay luân chuyển) (thường là cốp pha định hình) là loại khuôn sử dụng nhiều lần theo chu trình sau: chế tạo khuôn (1 lần) —> vận chuyển khuôn —> lắp đặt khuôn —> sử dụng khuôn —> tháo dỡ khuôn —> rồi lại quay vòng về vận chuyển khuôn (đến nơi đúc bê tông mới), lắp đặt lại và sử dụng nhiều lần.
- Hệ khuôn (cốp pha) di động hay còn gọi là cốp pha di chuyển (thường là cốp pha định hình): Loại khuôn này cũng sử dụng nhiều lần theo chu trình khép kín nhưng khác với chu trình trên: khuôn di động được chế tạo 1 lần —> vận chuyển đến công trình —> lắp đặt một lần —> (sử dụng —> di chuyển mà không tháo lắp —> rồi tái sử dụng) nhiều lần theo chu trình —> đến khi xong thì tháo dỡ ra một lần duy nhất.

- Cốp pha trượt và cốp pha leo là hai kiểu cốp pha di động đứng. Cốp pha trượt di động liên tục. Cốp pha leo di đông thành từng đợt rời rạc hơn. Cốp pha di động đứng chính là các loại khuôn thuộc nhóm cốp pha tạo hình (cốp pha thành đứng).
- Các kiểu cốp pha di động ngang có thể kể tới cốp pha kết cấu vòm của đường tuynel (đường hầm) di động trên hệ xe gòng đường sắt, cốp pha đúc hẫng cân bằng của cầu bê tông cốt thép - dây văng hay dây võng, cốp pha bay (Flying formwork) chế tạo kết cấu sàn nhà cao tầng. Cốp pha di động ngang chính là các loại khuôn thuộc nhóm cốp pha chịu lực (cốp pha đáy nằm).

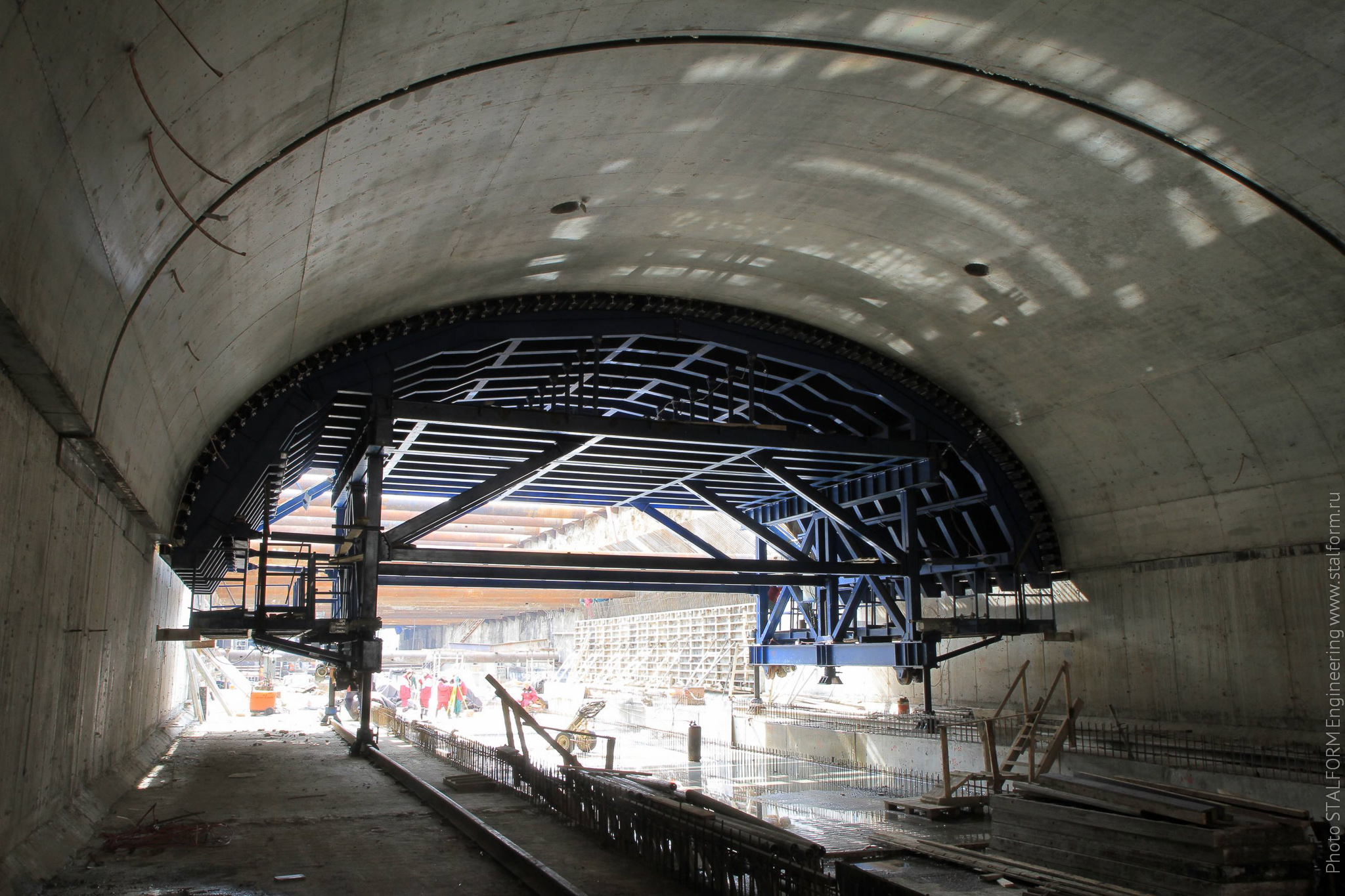
Cốp pha tuynel (loại di động ngang).

- Hệ khuôn linh hoạt (cốp pha linh hoạt, Flexible formwork). Ngược lại với các khuôn đúc cứng nhắc mô tả ở trên, khuôn đúc linh hoạt là một hệ thống cốp pha sử dụng các màng cao su hay tấm vải bạt cường độ cao và trọng lượng nhẹ làm mặt ván khuôn (fabric formwork), mềm mại và linh hoạt trong tạo hình, để tận dụng đặc tính lưu động của bê tông cho việc tạo hình kiến trúc một cách thật giống tự nhiên.

### Phân loại theo công năng khuôn đúc và dạng kết cấu bê tông thành phẩm

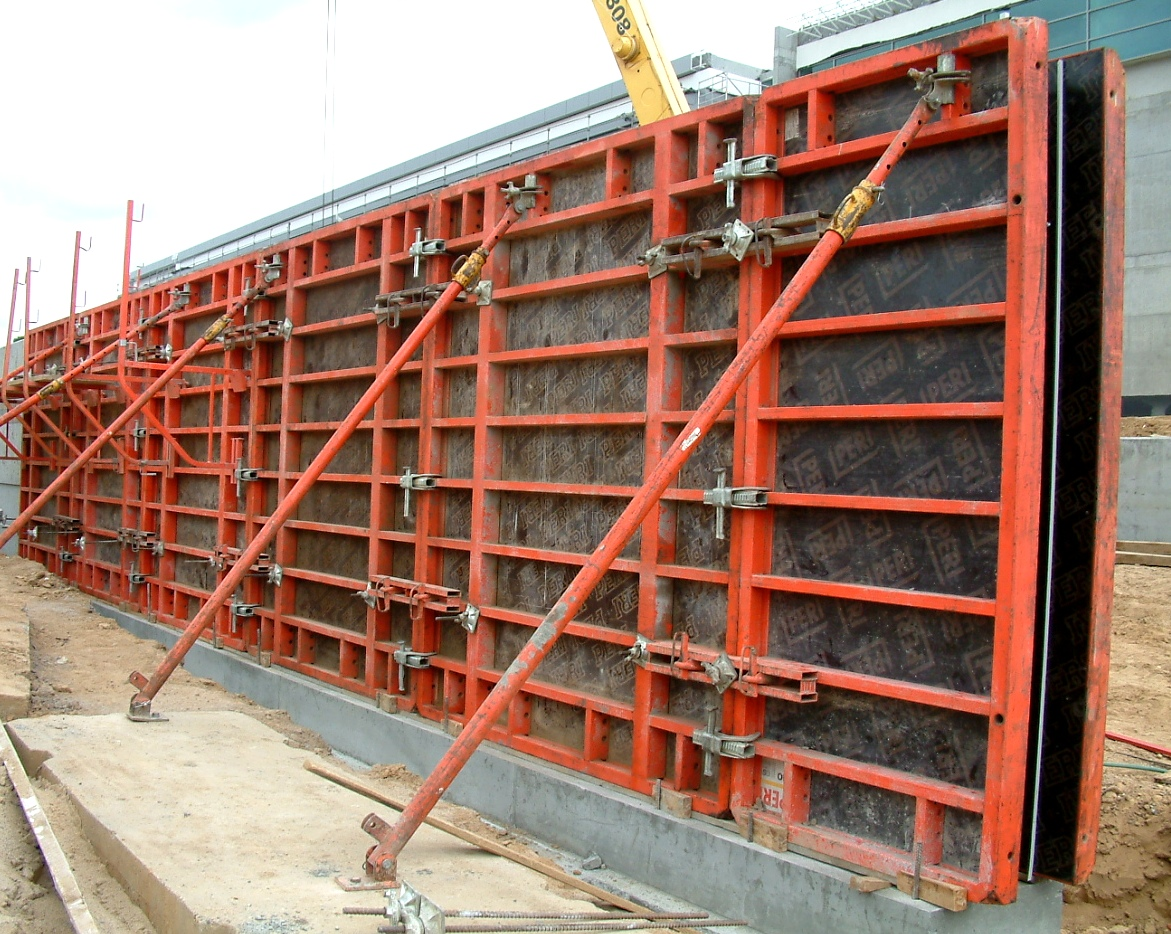
Cốp pha tường.

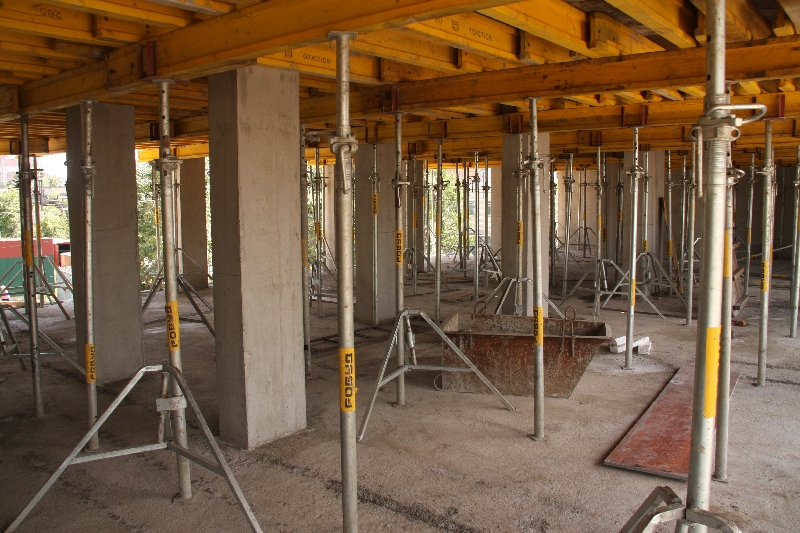
Cốp pha sàn.

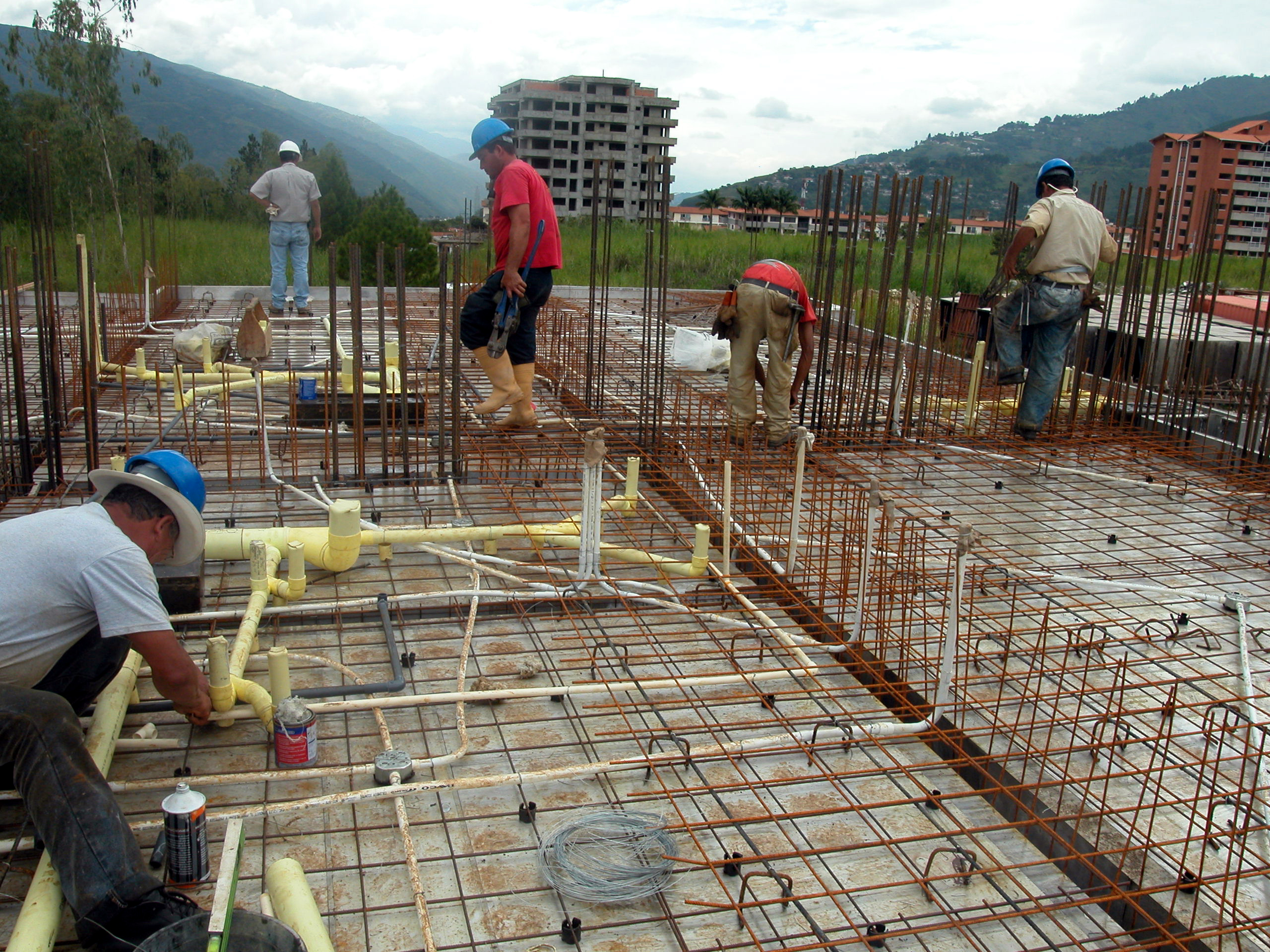
Cốp pha sàn sườn.

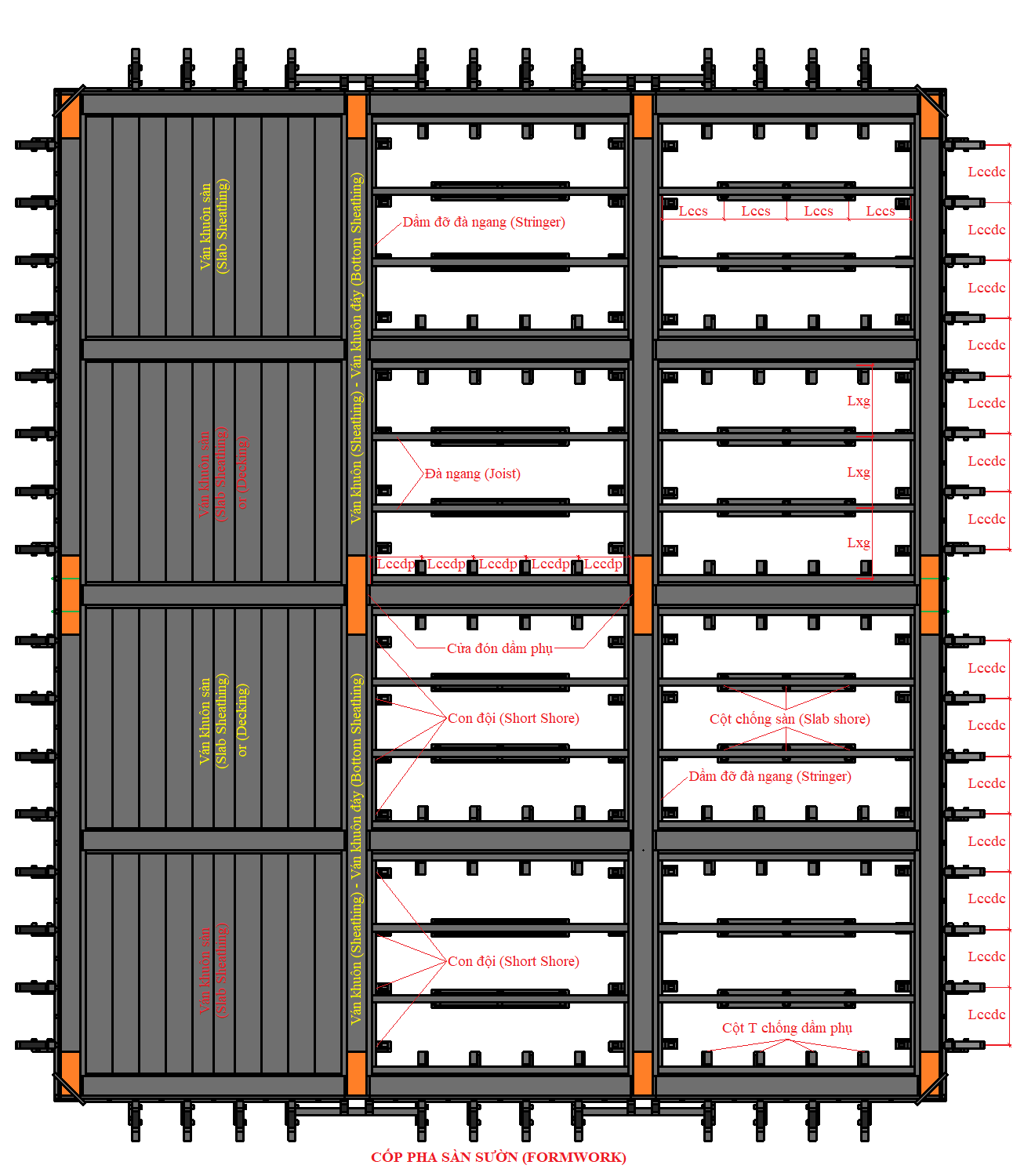
Mặt bằng thiết kế định tính hệ cốp pha sàn sườn toàn khối công nghệ 2 đợt trên tầng.

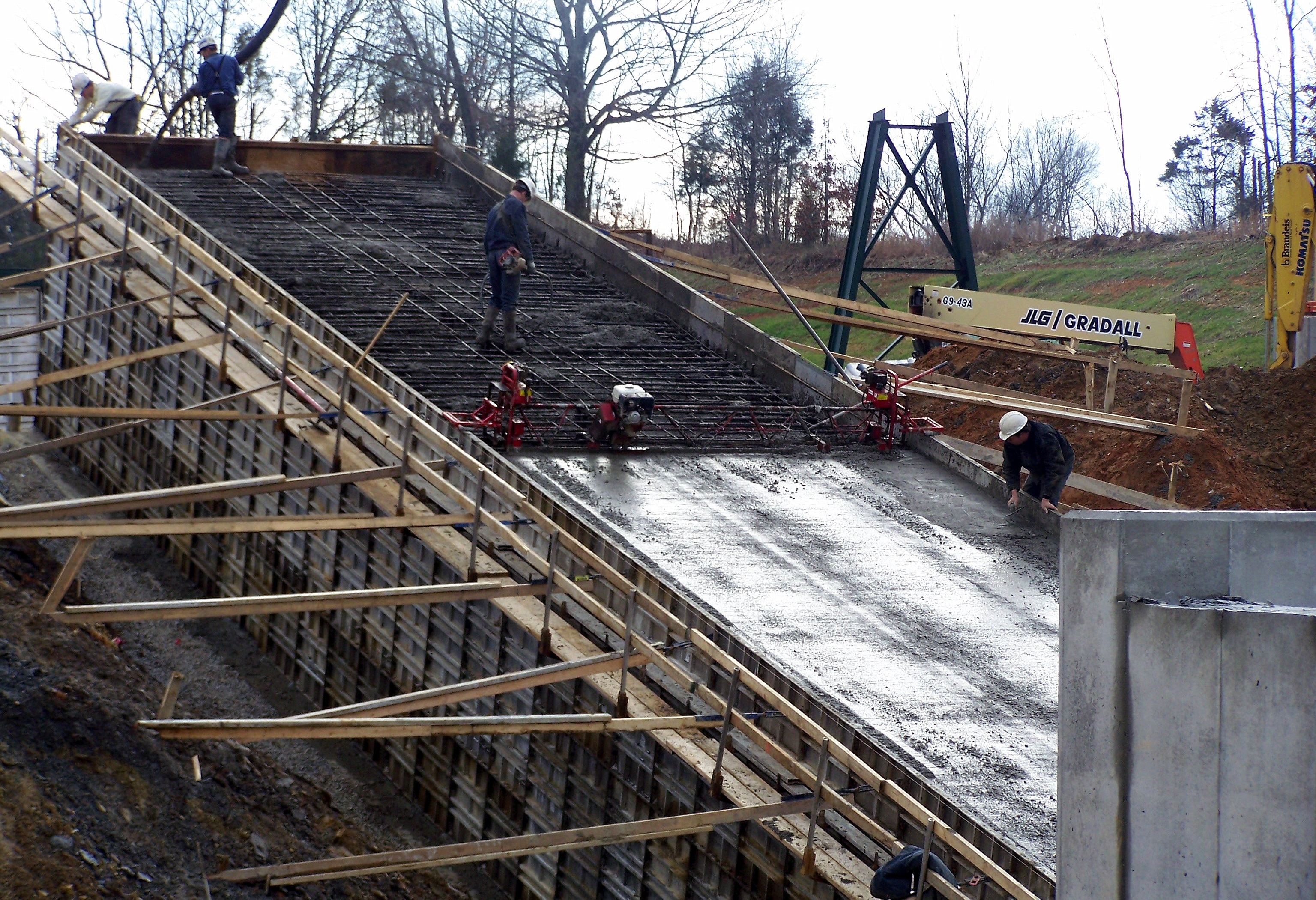
Cốp pha bê tông khối lớn, móng đường hầm (tunnel).

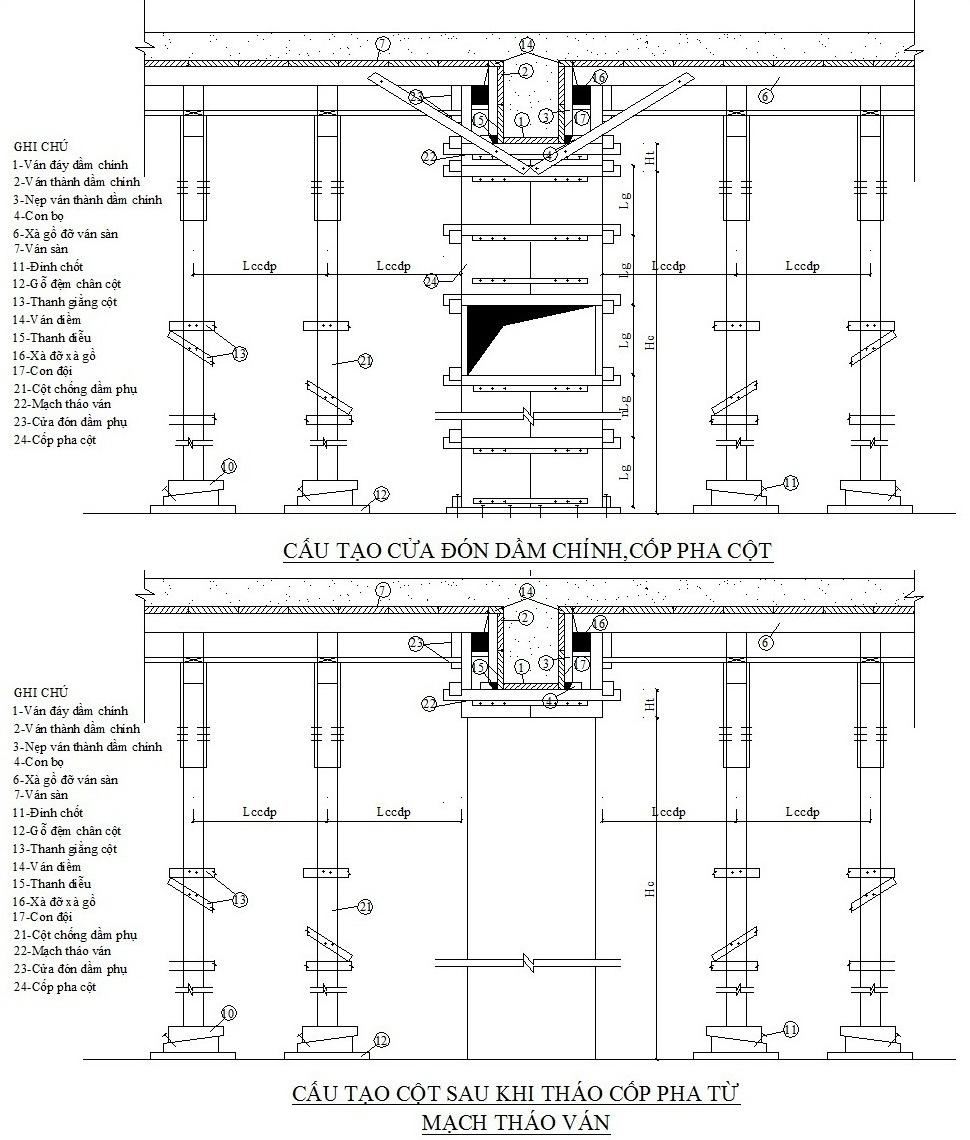
Quy trình lắp và tháo cốp pha cột công nghệ 1 đợt trên tầng.

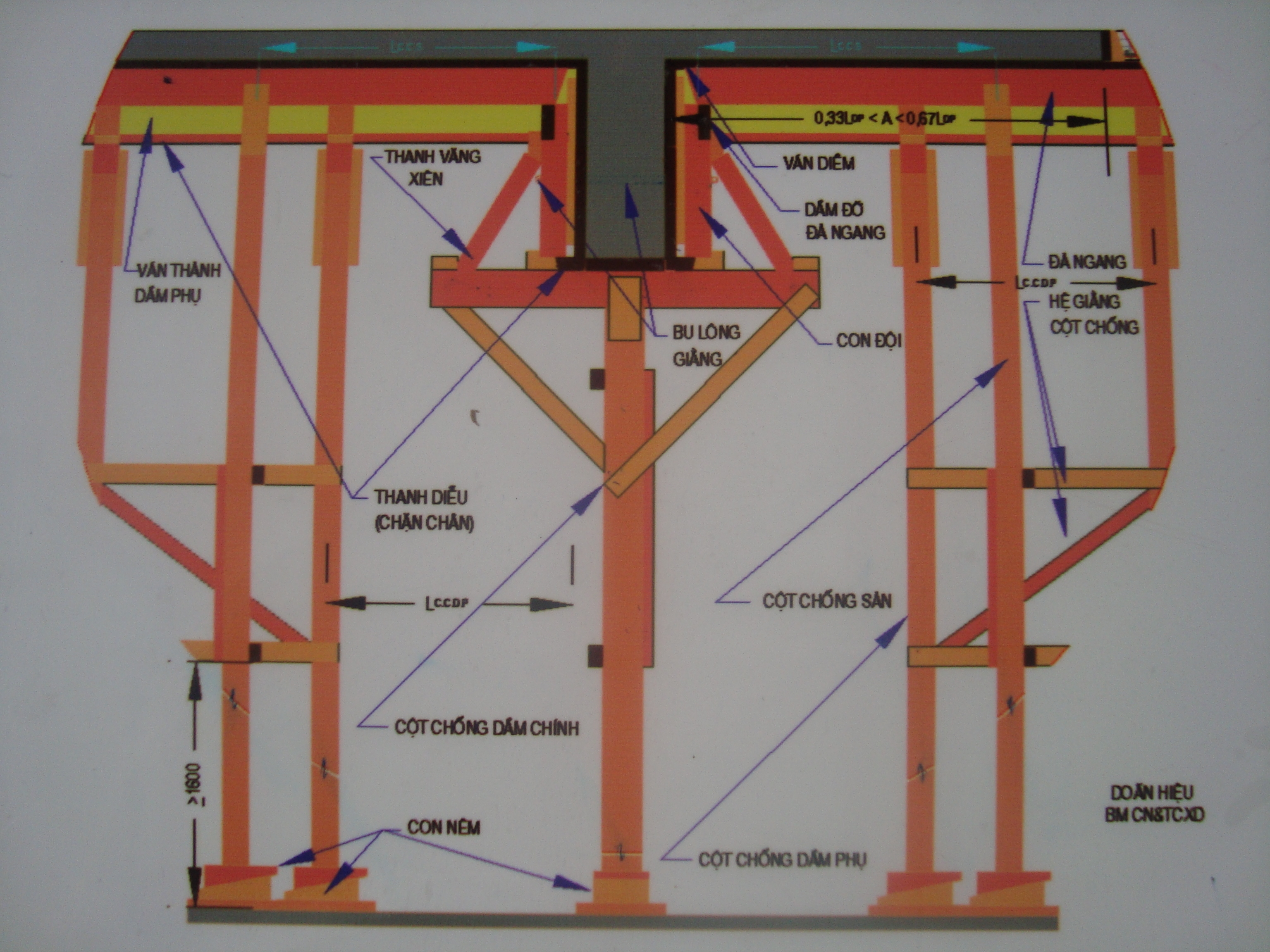
cấu tạo cốp pha gỗ dầm liền sàn bê tông cốt thép toàn khối.

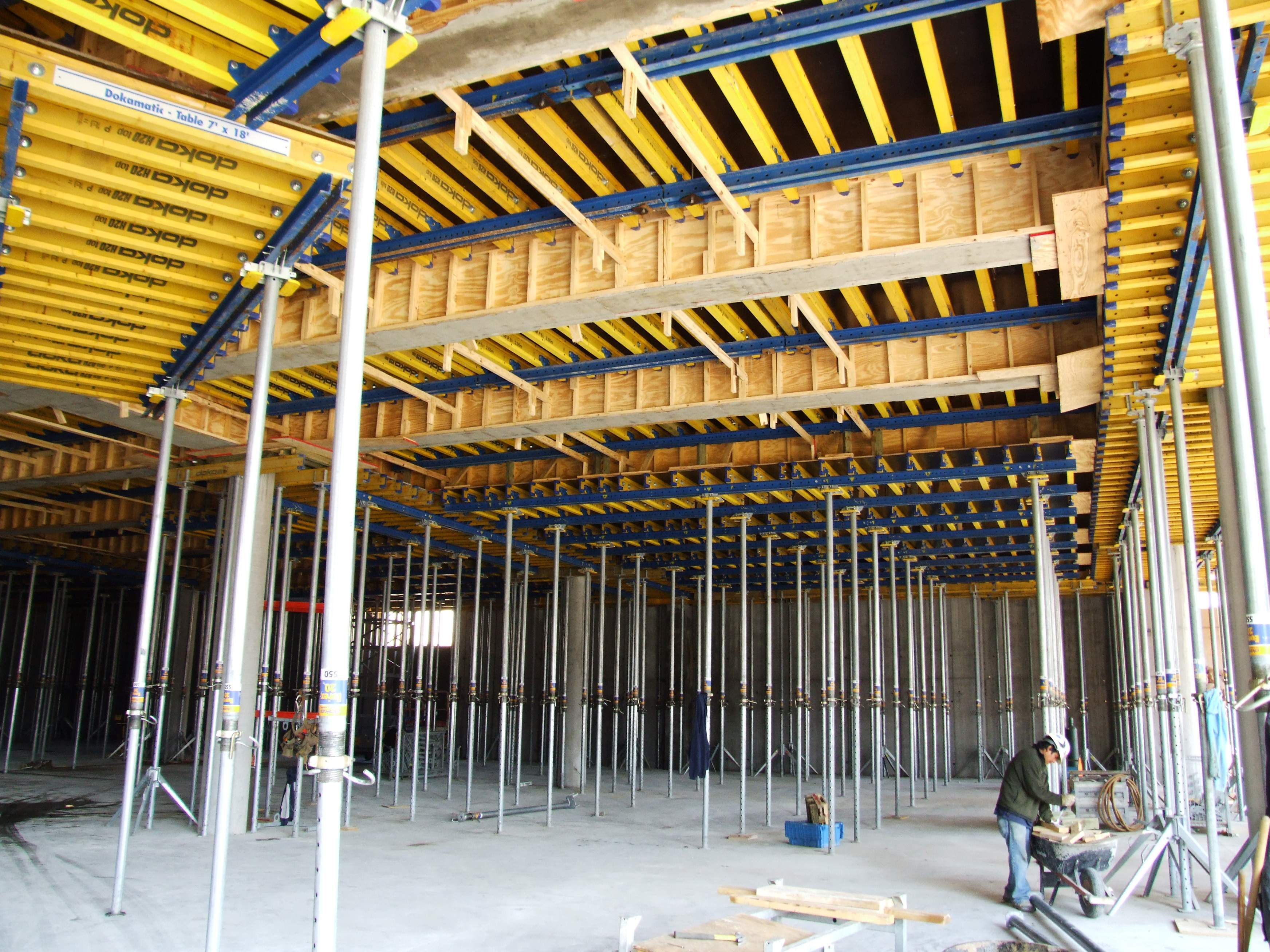
Cốp pha sàn gồm: ván khuôn, đà ngang và giáo chống (đơn).

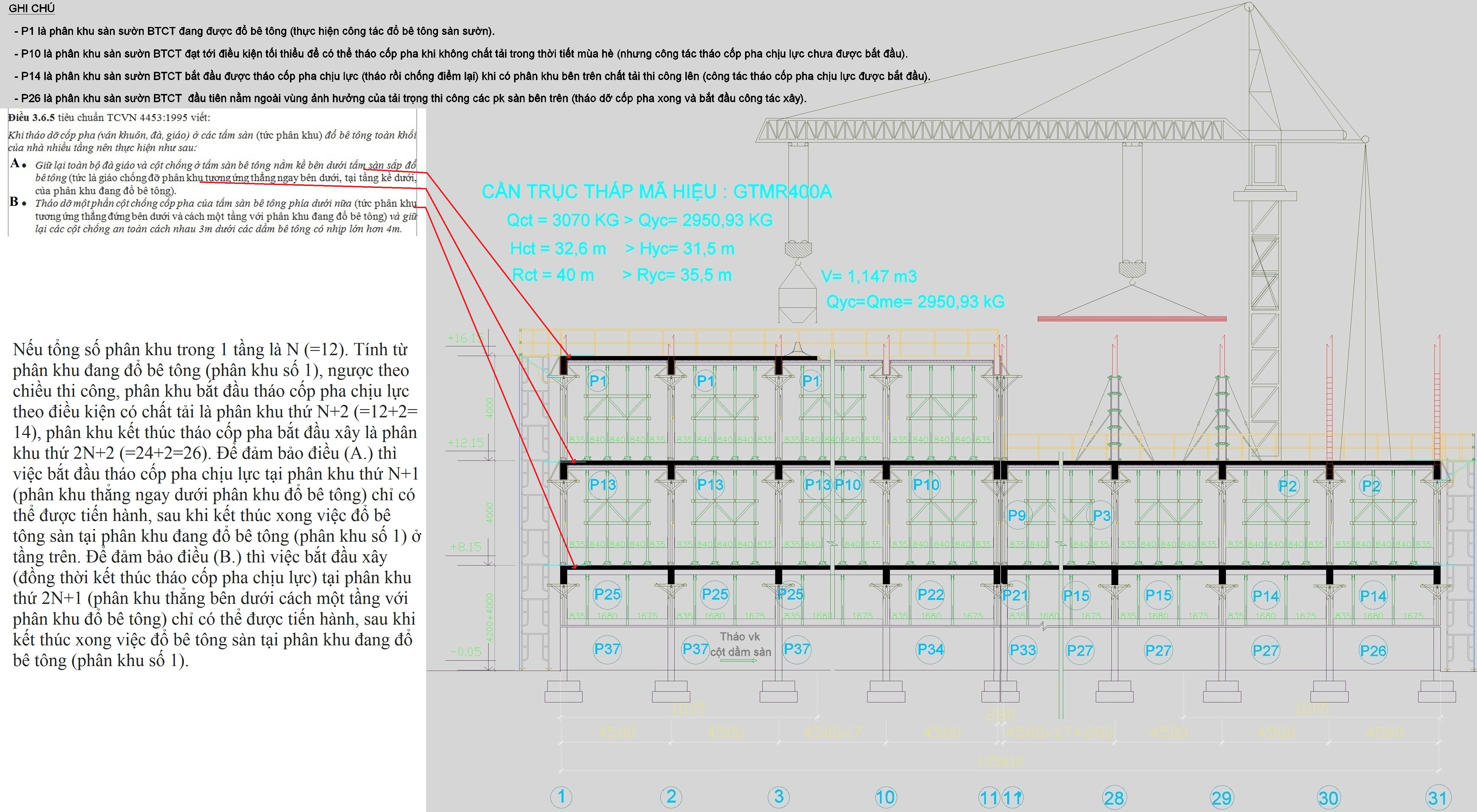
Điều kiện tháo dỡ cốp pha chịu lực khi có chất tải.

Tất cả các loại khuôn đúc bê tông, trong cách phân loại này, được xếp vào hai nhóm khuôn là: nhóm đáy nằm (cốp pha chịu lực) và nhóm thành đứng (cốp pha tạo hình). Nhóm cốp pha đáy nằm được gọi là cốp pha chịu lực là vì trong 2 chức năng chính của cốp pha là chịu lực thay cho bê tông và tạo hình cho bê tông thì đối với nhóm khuôn này chức năng chịu lực thay cho bê tông của nó là chức năng chủ yếu. Nhóm cốp pha thành đứng được gọi là cốp pha tạo hình là vì trong 2 chức năng chính của cốp pha là chịu lực thay cho bê tông và tạo hình cho bê tông thì đối với nhóm khuôn này chức năng tạo hình cho bê tông của nó là chức năng chủ yếu.
- Hệ khuôn móng bê tông và bê tông cốt thép (thuộc nhóm khuôn thành đứng, (cốp pha tạo hình)).
- Hệ khuôn tường bê tông cốt thép (thuộc nhóm khuôn thành đứng, (cốp pha tạo hình)).
- Hệ khuôn cột bê tông cốt thép (thuộc nhóm khuôn thành đứng, (cốp pha tạo hình)).
- Hệ khuôn kết cấu bê tông cốt thép đúc sẵn (thuộc nhóm khuôn thành đứng, (cốp pha tạo hình)).
- Hê khuôn kết cấu bê tông khối lớn (thuộc nhóm khuôn thành đứng, (cốp pha tạo hình)).
- Hệ khuôn dầm, khuôn dầm liền sàn và khuôn sàn bê tông cốt thép. Trong đó: khuôn thành dầm thuộc nhóm khuôn thành đứng (cốp pha tạo hình), còn khuôn đáy dầm và khuôn sàn là thuộc nhóm khuôn đáy nằm (cốp pha chịu lực).
- Hệ khuôn sàn không dầm bê tông cốt thép (thuộc nhóm khuôn đáy nằm, (cốp pha chịu lực)).
- Hệ khuôn vòm và vỏ bê tông cốt thép (thuộc nhóm khuôn đáy nằm, (cốp pha chịu lực)).

## Chú thích

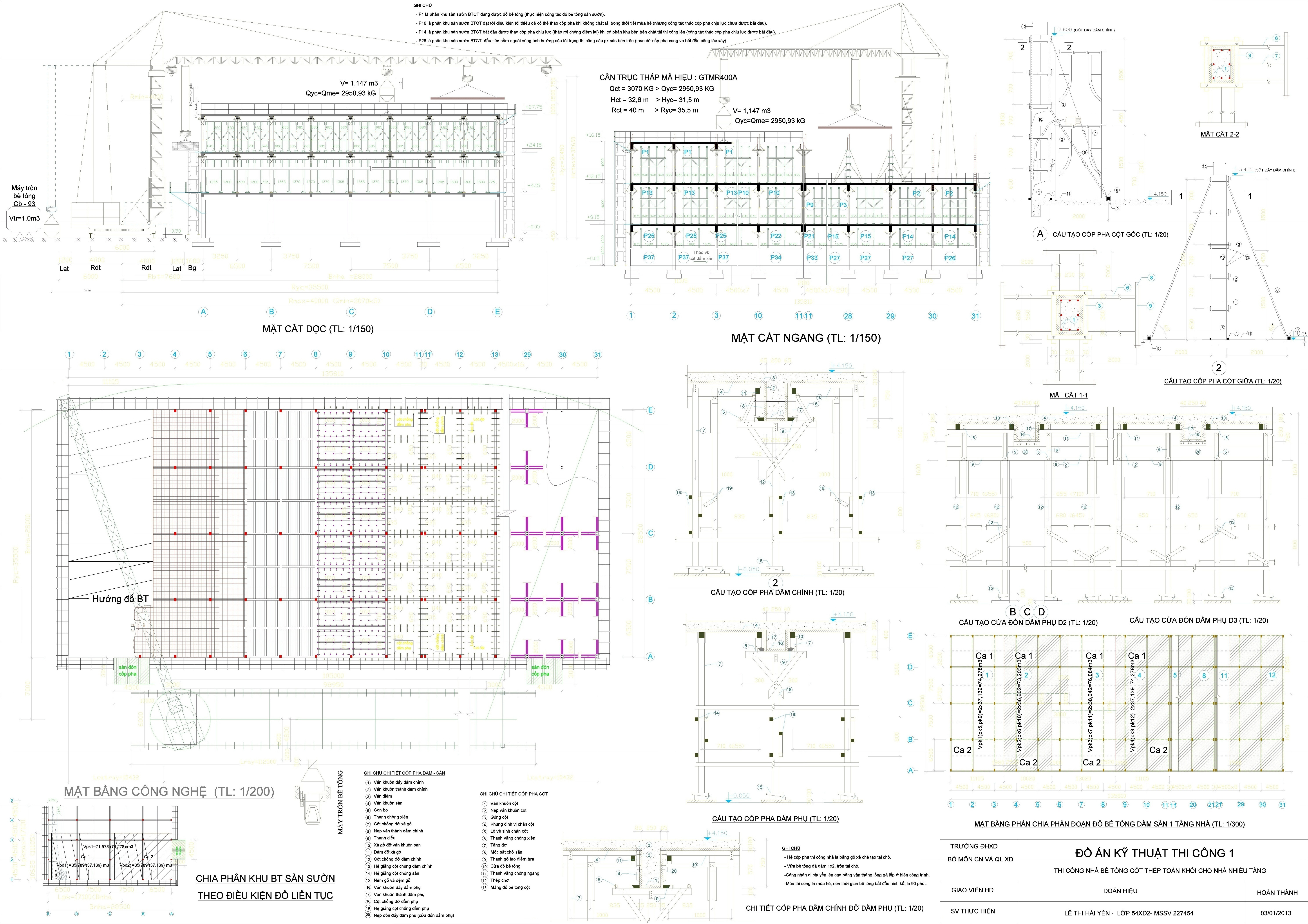
Bản vẽ đồ án mẫu về công nghệ thi công bê tông toàn khối nhà nhiều tầng. Trong bản vẽ thể hiện đầy đủ thiết kế cốp pha (khuôn đúc) của hệ kết cấu bê tông cốt thép nhà nhiều tầng toàn khối, bao gồm: cốp pha cột, cốp pha dầm chính và dầm phụ liền sàn, cốp pha sàn sườn thi công theo công nghệ 2 đợt/tầng thông thường.